# 川村文雄
川村 文雄（かわむら ふみお、1978年7月22日 - ）は、福井県坂井郡丸岡町（現：坂井市）出身のクラシック音楽のピアニスト。

## 略歴
競艇選手である川村正輝の弟。祖父母と両親が経営する本屋の次男として生まれる。5歳の頃、遊具として使っていたリードオルガンを弾きすぎて壊してしまい、それをきっかけとしてピアノを習い始める。小さい頃からピアニストへの憧れていったという。 高等学校普通科に在学中、周囲との不和から約一年間に渡りピアノを中断、国際交流事業の派遣団の一員に選ばれ渡米。ニュージャージー州にてホームステイを体験したことが、自身を見つめ直すきっかけとなり、帰国後にピアノを再開した。1997年、高校卒業と同時に、桐朋学園大学演奏学科に入学。同年、桐朋アカデミーオーケストラのソリストに抜擢され、ジャン・フルネと共演。その翌年に参加した第2回別府アルゲリッチ音楽祭では、マルタ・アルゲリッチに勧められ、国際コンクール参加への気持ちを固めたという。 2000年には明治安田クオリティオブライフ文化財団主催による海外コンクール派遣オーディションに合格。日本・デンマーク文化交流事業の一環として、コペンハーゲンフィルハーモニー管弦楽団 （チボリ交響楽団）と共演。2001年、桐朋学園大学音楽学部演奏学科首席卒業。2002年、日本ショパン協会主催によるリサイタルでソリストして正式にデビュー。以後も各地で演奏活動を展開しながら現代曲の国内初演や室内楽、またテレビドラマの吹き替え及び演技指導など、ジャンルを超えたコラボレーションにも取り組み、同郷の作曲家である今川節（いまがわせつ）の音源化プロジェクトにも携わる。現在、洗足学園音楽大学ピアノ科非常勤講師。

## エピソード
- ピアノ以外の趣味も多く、オフィシャルブログでは料理や写真などの話題がたびたび紹介されている。また、本屋に生まれたために読書家と誤解されることもあるようだが、二十歳頃までは活字アレルギーで学校の勉強についていけなかったという。
- ディーナ・ヨッフェ、ミハイル・ヴォスクレセンスキー、パーヴェル・ネルセシアンらより助言を受け音大卒業後、自らの意志で音楽留学をしなかった。
- エリソ・ヴィルサラーゼを敬愛しており、雑誌において『音楽に対する自分の立ち位置がわからなくなった時期もありましたが、こうした経験も今では自分の音楽の一部と感じています ─ 彼女からもらった、「あなたは日本で素晴らしい勉強が出来ているのね」という言葉。音楽を愛し、誠実にピアノと向き合えば、どこにいても必ず道は開けるのだと、大きな希望と勇気を与えてくれました。』と語っている[3]。
- 2019年7月に左耳を失聴、その後右耳を失聴。重度の両側性感音性難聴と診断され以後聴力は回復していない（2021年現在）。

## 受賞歴
- 1992年 洗足学園前田賞
- 1992年 讀賣新聞社賞
- 1998年 第67回 日本音楽コンクール ピアノ部門 第2位
- 2001年 NTTドコモ賞
- 2003年 第4回かずさアカデミア音楽コンクール 第1位
- 2003年 第1回東京音楽コンクールピアノ部門 第2位
- 2003年 第8回コンセール・マロニエ21優秀賞
- 2003年 第23回エットーレ・ポッツォーリ国際ピアノコンクール第2位（1位なし）、ロータリー賞
- 2003年 江戸川区文化奨励賞 （最年少受賞）
- 2005年 第51回マリア・カナルス・バルセロナ国際音楽演奏コンクールピアノ部門 第3位

## 共演歴
- ピアノ：伊藤京子（別府アルゲリッチ音楽祭プロデューサー）
- ヴァイオリン：マイケル・ダウス（オーケストラ・アンサンブル金沢首席客演コンサートマスター）
- チェリスト：松浪恵子
- 指揮：小林研一郎 ハンガリー国立フィルハーモニー管弦楽団
- 指揮：飯森範親 東京シティ・フィルハーモニック管弦楽団
- 指揮：飯森範親　ニューフィルハーモニーオーケストラ千葉
- 指揮：ジャン・フルネ　桐朋アカデミーオーケストラ
- 指揮：岩村力　桐朋学園オーケストラ
- 指揮：喜多原和人　江戸川フィルハーモニーオーケストラ
- 指揮：尾崎晋也　福井交響楽団
- 指揮：D.リデル　コペンハーゲンフィルハーモニー管弦楽団 （チボリ交響楽団）（英語版）
- 指揮：末永隆一　高津市民オーケストラ
- 指揮：末永隆一　東京工業大学管弦楽団
- 指揮：沼尻竜典　新日本フィルハーモニー管弦楽団

## レパートリー
主に古典からロマン派を 取り上げており、2016年度はソロリサイタルに限り、ショパン以前を中心としたプログラミングを行っている。コンチェルトのレパートリーは20曲に及ぶ。

## ディスコグラフィー
- 川村文雄デビューリサイタル　Fumio Kawamura Debut Recital DLFK-0001/0002
- 川村文雄プレイズショパン　Fumio Kawamura PLAYS CHOPIN DLFK-0003